# مطبخ كوري

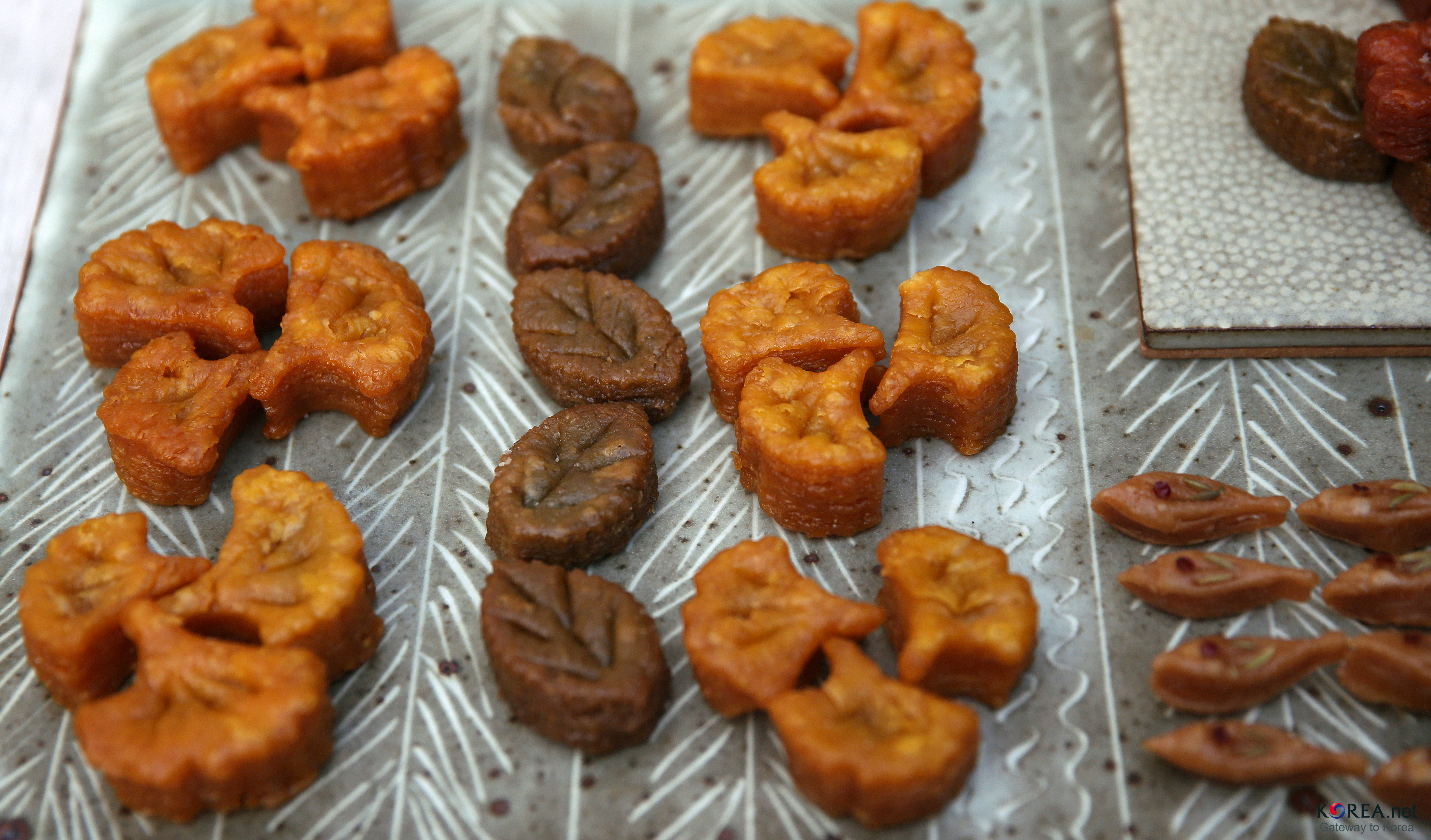

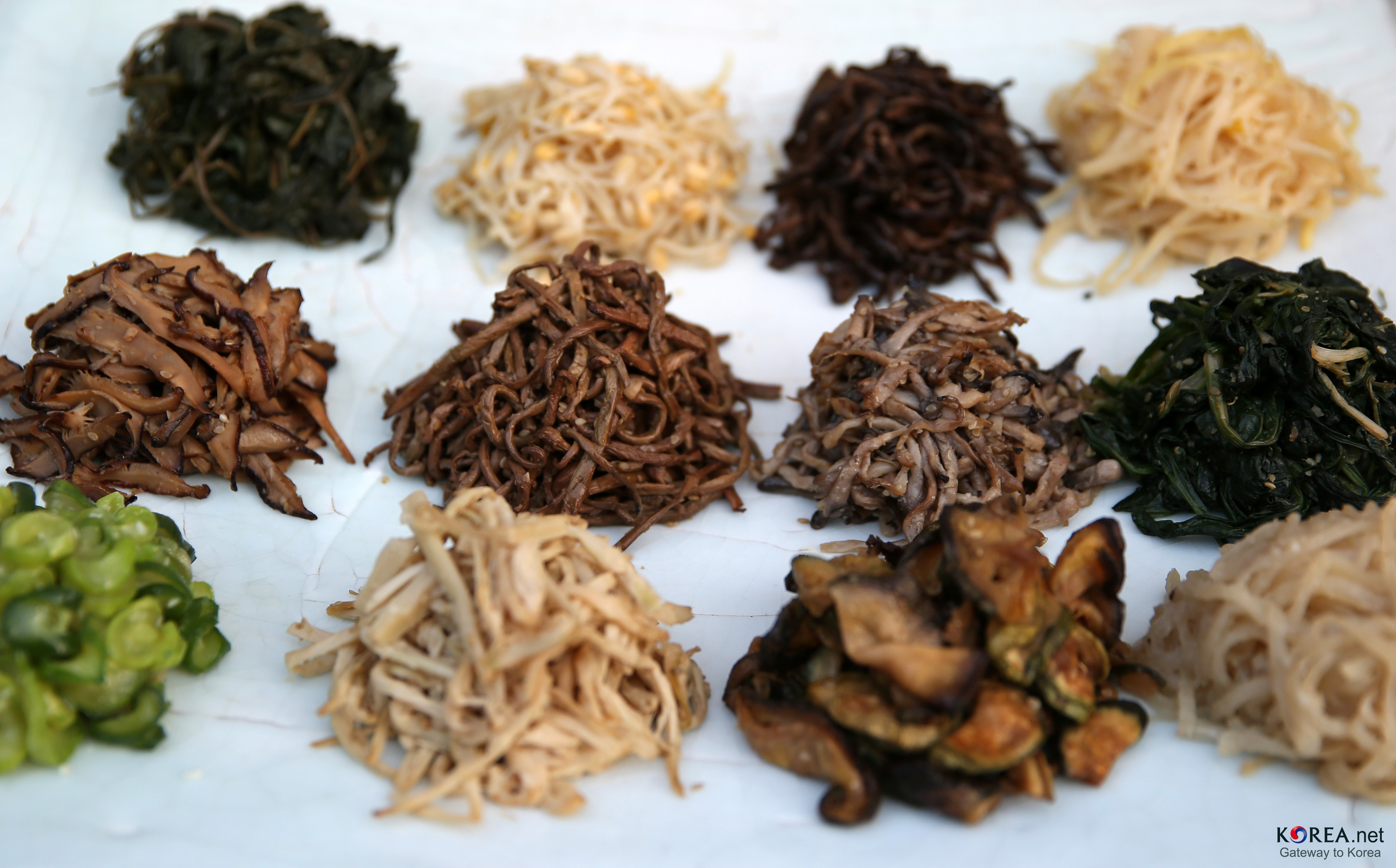

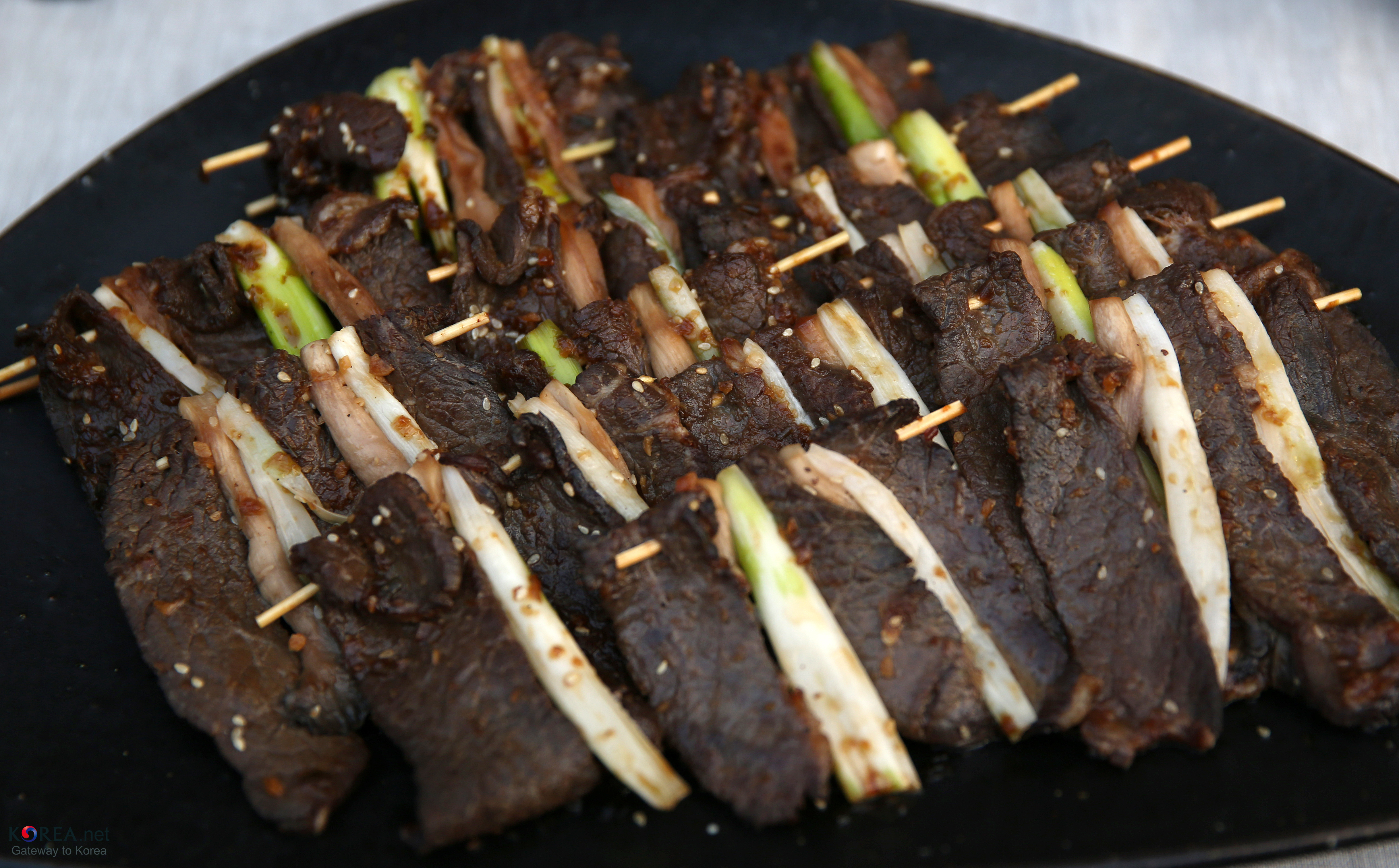

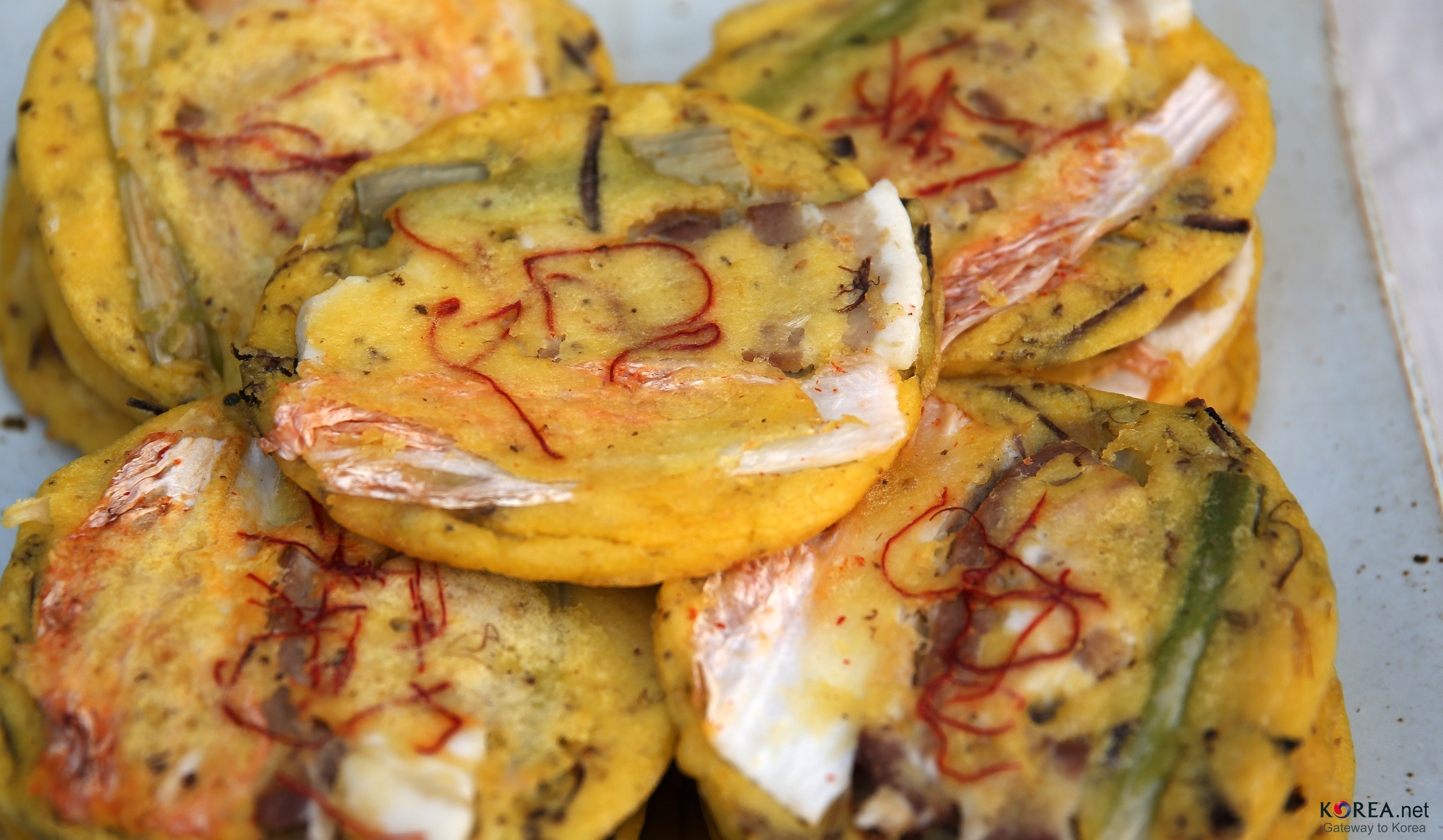

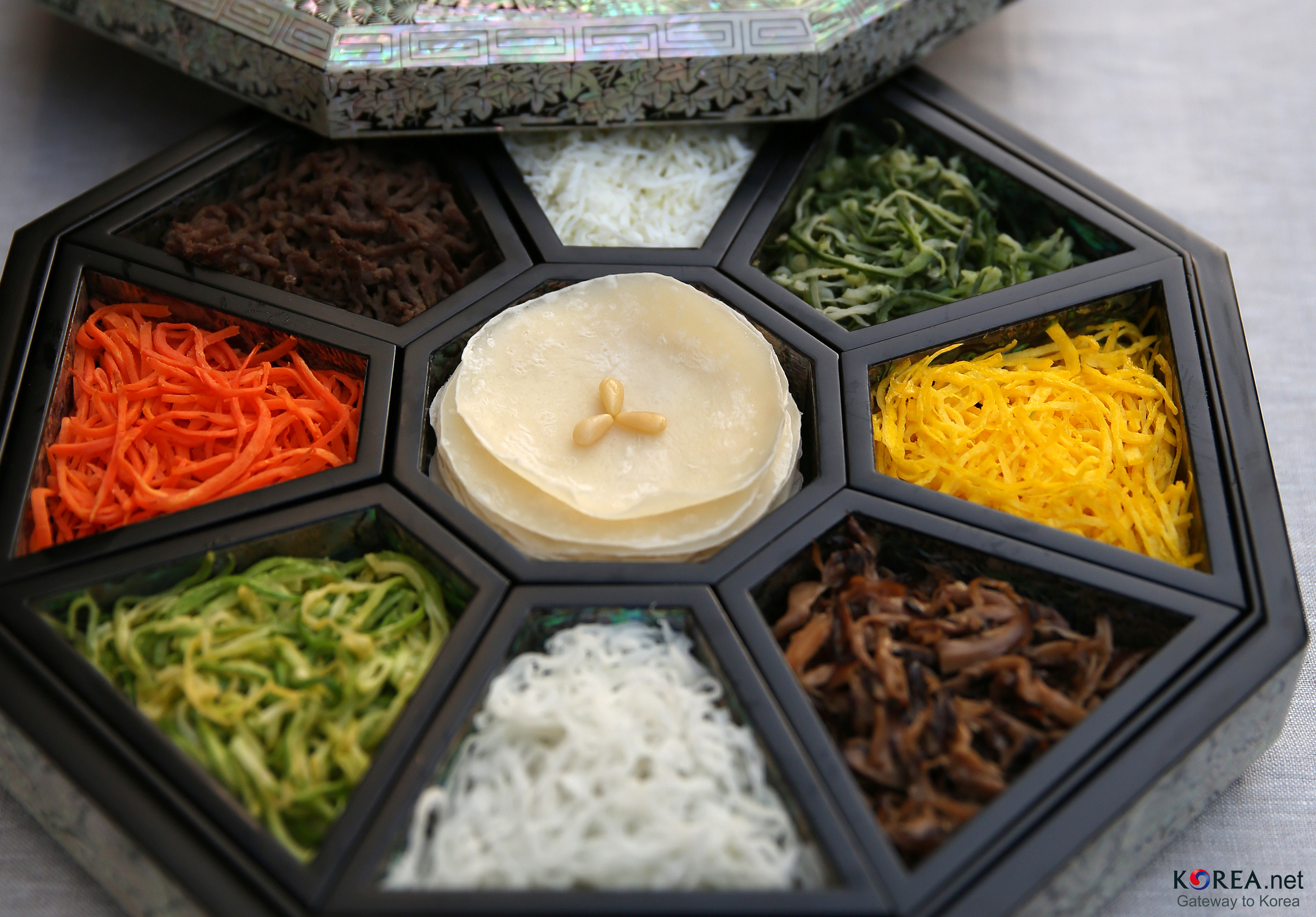

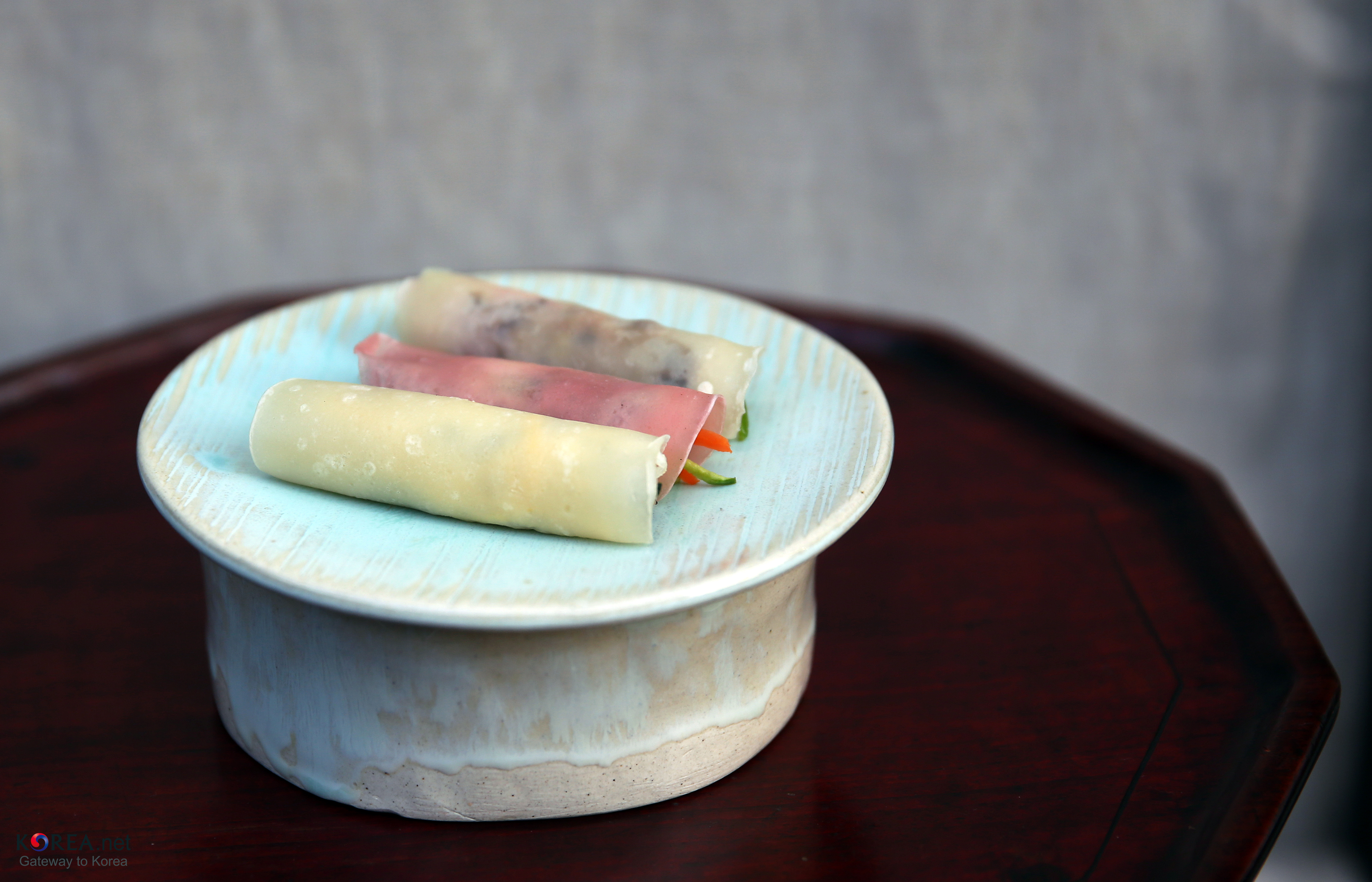

لقد تطور المطبخ الكوري المعروف الآن من خلال التغيير الاجتماعي والسياسي عبر العصور. فنجد أن المطبخ الكوري الذي نشأ من التقاليد الزراعية والبدوية القديمة في جنوب مانشوريا وشبه الجزيرة الكورية قد تطور من خلال التفاعلات المركبة للبيئة الطبيعية والاتجاهات الثقافية المختلفة.
يعتمد المطبخ الكوري على الأرز المطهو على البخار والخضروات واللحوم بشكل أساسي. وتعرف الوجبات الكورية التقليدية بعدد من الأطباق الجانبية (البانتشان)، ومن بين هذه الأطباق الجانبية «الكيمتشى» والذي غالباً ما يقدم مع كل وجبة. ومن المكونات التي يشاع استخدامها: زيت السمسم، معجون الفاصولياء المخمر «دوينجانج»، صلصة الصويا، الملح، الثوم، الزنجبيل، رقائق الفلفل ومعجون الفلفل الأحمر المخمر «كوتشوجانج» وتختلف الأطباق والمكونات من منطقة إلى أخرى. ولقد تحولت الكثير من الأطباق الإقليمية إلى أطباق قومية وتكاثرت الاطباق التي كانت يوم اقليمية إلى العديد من الأطباق المتنوعة. ولقد جمع المطبخ الكوري الملكي ذات مرة جميع الأطباق الخاصة بالأقاليم من أجل العائلة الملكية. وتنظم الوجبات على أسس وآداب الثقافة الكورية.

## التاريخ

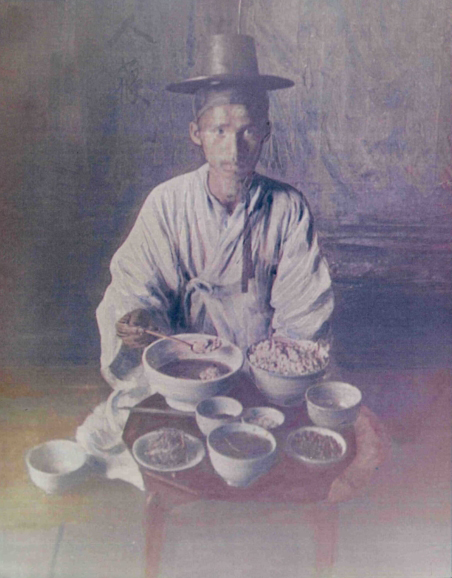
وجبة الرحالة بعد عصر تشوسون

بدأت زراعة الحبوب بعد العصر الحجري الحديث بشكل تتناسب فية الزراعة مع كل من المناخ والعوامل الطبيعية. وانتشرت أيضا بعد ذلك زراعة الأرز. ومنذ ذلك الحين أصبحت الحبوب هي أساس الثقافة الغذائية في كوريا. وتطور شكل الطعام الكوري اليومي (الأطباق الرئيسية والأطباق الجانبية) بعد أواخر عصر الممالك الكورية الثلاثة إلى الأرز بجانب أطباق جانبية صغيرة.

## الأنواع
تطور كل من الأرز، العصيدة، كيك الأرز "떡,tteok"، «الماندو 만두»، شعرية رقائق القمح "수제비"، الكحول المصنوع من الشعير وغيرهم من الأطعمة التي تعتمد علي الحبوب. كما تطورت المأكولات المخمرة التي تحفظ داخل وعاء به فول الصويا المغلي. وبسبب تعدد الخضروات، ليس فقط الخضروات المزروعة بل أيضا النباتات البرية التي تنمو في المناطق الجبلية، تم اعداد اطباق مثل «الكمتشي김치» (الكرنب الملفوف مع معجون الفلفل الحار)، الأعشاب، الأرز الملفوف في الخضروات والخس، الخضار النيء واعداد طاولة الطعام التي تتغير من موسم الي آخر. كما كثر استخدام عناصر في الطبخ مثل: الزنجبيل، القرفة، الأفسنتين، أعشاب الكرمة الصينية، أعشاب جبلية"더덕,deodeok"، سفرجل، الرمان، الأترج، الجينسينج وغيرهم من الأعشاب التي تستخدم كعلاج.
كما انه يوجد العديد من المشروبات مثل: شاي القرفة الصينية، شاي الجينسينج، شاي الأترج، شاي السفرجل وغيرهم بالإضافة الي سلطة الفواكة بالاومجا.

## أداب الطعام

### تناول الطعام

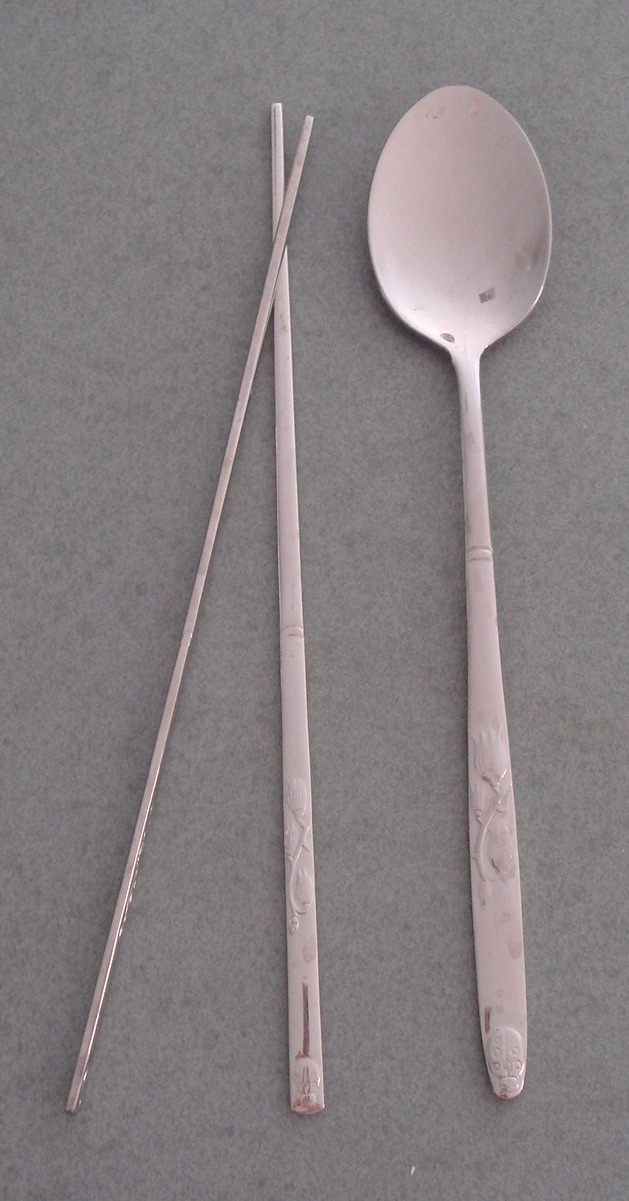
عصا الأكل الكورية وملعقة مصنوعة من الإسنانلستيل.

تنسب أداب الطعام الي الفلسفات الكونفوشيوسية اثناء حكم «جوسون joseon»، ولقد تم مناقشة أداب الطعام في هذه الفترة في كثير من الكتب احداها "Sasojeol 士小節, Elementary Etiquette for Scholar Families"، الذي تمت كتابته عام1775 علي يد Yi Deokmu 이덕무; 李德懋، الذي تناول تعليقات كثيرة مثل:
- «لا يجب التحدث عن ذبح أو طبخ أو أكل أي دجاجة أو خنزير أو ماعز أو بقرة سمينة فور رؤيتها».[3]
- «عند تناول الطعام مع اشخاص اخرين، لا يجب التحدث عن أشياء مقذذة مثل الاسهال».[3]
- "عند تناول الطعام لايجب الأكل ببطئ شديد كي لايشعر الاخرين بأنك تأكل علي عكس رغبتك، ولا يجب أن تأكل بسرعة شديدة أيضا.كما انه يجب

عدم القاء عيدان تناول الطعام (chopsticks)علي الطاولة ويجب الا تتلامس الملاعق مع الأطباق بشكل يصدر صوت". تناول الكتاب هذه التعليقات من ضمن تعليقات اخري حول أداب الطعام الكورية.
كان قديماً يقدم دائما الطعام الي الرجل الأكبر سننا علي الطاولة من قبل السيدات في مكان مخصص للرجال في البيت، وكانت تتناول السيدات الطعام في مكان منفصل بعد ان يقدم الطعام للرجال. يتناول دائما الرجل أو السيدة الأكبر سننا قبل الأفراد الاصغر سننا منهم، وتكون الوجبة هادئة والكلام ممنوع وغير محبذ اثناء تناول الطعام.
في الوقت الحالي، أصبحت القواعد مختلفة حيث يجلس افراد العائلة يتحدثون جميعا ويتناولون الطعام، ولكن بعض القواعد لا تزال قائمة مثل: ليس من أداب الطعام أن يقوم الافراد الاصغر سننا بالتقاط عيدان الطعام والبدأ في الأكل قبل الأفراد الأكبر سننا أو قبل الضيوف، ولا يجب أن ينتهوا من تناول الطعام قبلهم أيضا. وعلى عكس الصين واليابان وفيتنام في كوريا لايتم رفع سلطانية الأرز اثناء تناوله وذلك لأنه يتم اعطاء الافراد ملعقة معدنية وعيدان طعام معدنية تعرف ب "수저 sujeo" وتستخدم الملعقة في تناول الأرز والحساء.
تختلف أداب الطعام من منطقة الي اخري ولكن بشكل عام يمكن توضيحها في النقاط التالية:
- عند تناول الطعام مع الكبار يجب الانتظار حتي يبدأ الكبار ثم يبدأ الأصغر سننا في الأكل.
- لا تحمل الملعقة وعيدان الطعام بيد واحدة، وانما توضع احداهما علي الطاولة اثناء استخدام الاخري.
- يتم شرب أي حساء أو حساء الكيمتشي بالملعقة اولاً وبعد ذلك تؤكل أطباق الأرز والأطباق الاخري، تؤكل أطباق الأرز والحساء (الكمتشي والتشي جاي) بالملعقة بينما تؤكل الأطباق الجانبية الاخري بعيدان الطعام.
- يجب ألا يَصدر صوت أثناء تناول الطعام، كما أنه يجب الحظر من تلامس الملعقة أو عيدان الطعام مع الأطباق أثناء الأكل حتى لا تصدر أصوات مزعجة.
- يجب ألا تلمس الأسنان الطبقة الداخلية من الملعقة.

### الشرب
إن أداب تناول المشروبات الكحولية ذو أهمية كبيرة في الثقافة الكورية. اثناء تناول المشروبات الكحولية يجب علي الأفراد أن يغطوا فمهم ويديرون ظهورهم أمام الفرد الأكبر سنا.
ووفقا ل"Hyang Eum Ju Rye 향음주례; 鄕飮酒禮" فقد وضعت أداب شرب الكحول في عصر تشوسون "조선 joseon". وليس من الأدب أن يشرب الملك وحاشيته، الأب وابنه، المدرس وطالبه وجها لوجه. كما يجب علي الضيف الا يرفض أول مشروب يقدم له. وفي اقصي المواقف رسمية يجب أن يرفض الفرد المِشروب مرتين وعندما يقدمه المستضيف للمرة الثالثة يستطيع الفرد ان يتقبله. وان تم رفض المشروب للمرة الثالثة لا يجب تقديمة مرة اخري.

### ترتيب الطاولة
ترتيب الطاولة واعدادها شئ ذو أهمية كبيرة لدى الكوريين. فنجد أنه حين يجلس الشخص علي الطاولة، علي اليسار توضع بالترتيب سلطانية الأرز، ملعقة ثم عيدان الطعام. ويقدم الطعام الساخن علي الجانب الأيمن من الطاولة والطعام البارد علي الجانب الأيسر. ويجب وضع الحساء علي الجانب الأيمن من الشخص بجانب اليخنة، في حين يبقي الارز والخضروات علي الجانب الأيسر، والكيمتشي في الخلف وتبقي الصلصة في مقدمة الطاولة.

## الطعام

### الحبوب

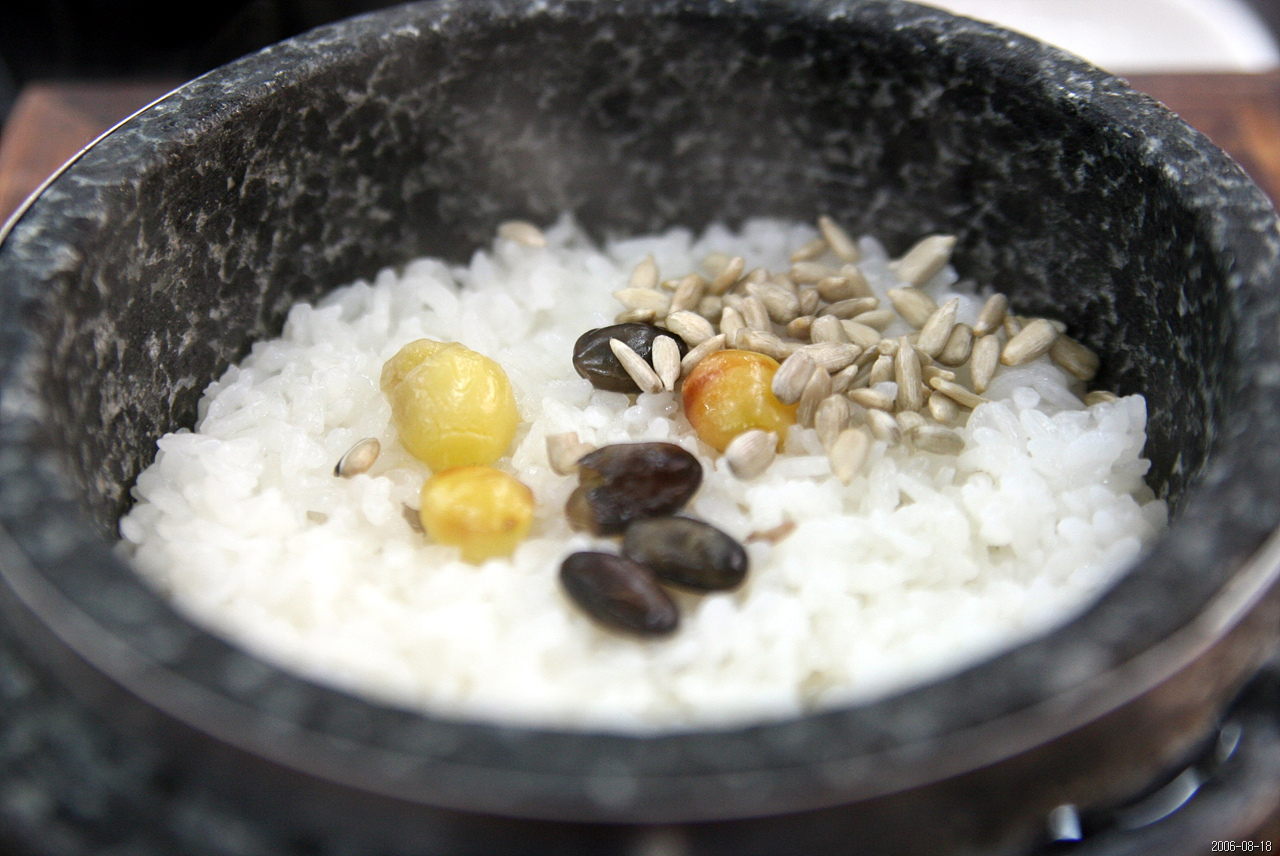
Dolsotbap, cooked rice in a stone pot (dolsot)

تعتبر الحبوب من أهم أساسيات النظام الغذائى الكوري. وترتكز أساطير تأسيس العديد من الممالك القديمة علي الحبوب. حيث تنسب إحدي خرافات التأسيس إلى جومونج Jumong، الذي تلقي بذور الشعير من يمامتين أرسلتهم والدته بعد تأسيس مملكة كوجوريوGoguryoe. وخرافة أخرى تتحدث عن الاله الثلاثة الذين أسسوا جزيرة جيجو Jeju وسوف يتزوجون من الاميرات الثلاث ل«تامنا Tamna»
و قد أحضر الاله بذور من خمس حبات وتعتبر هذه الحبات أول خمس حبات زُرعت، والتي بدورها أصبحت أول نموذج للزراعة في العصور ما قبل الحديثة، حبوب مثل الشعير والدخن كانت من الحبوب الرئيسية وذلك بالأضافة إلى القمح والذرة الرفيعة والحنطة السوداء.
لم يكن الأرز من المحاصيل المتوفرة في كوريا وكان الدخن المحصول المفضل قبل زراعة الأزر. ثم أصبح الأرز المحصول المفضل أثناء حكم المماليك الثلاثة في كوريا وبالأخص في مملكتي «شيلا Silla» و «بيك جي Baekgae» في المناطق الجنوبية من شبة الجزيرة.
وكان الأرز سلعة ذو أهمية كبيرة في شيلا Silla لدرجة أنه كان يستخدم لدفع الضرائب. وتصاعدت أهمية الأرز أثناء فترة حكم «جوسون Joseon» حين ابتكرت طرق جديدة للزراعة وتنوعت المقومات التي تساعد علي زيادة الأنتاج. ونظرا لارتفاع سعر الأرز عند دخوله إلى كوريا لأول مرة كان يتم مزجه مع حبوب اخري لزيادة كميته. وهذه العملية ما زالت قائمة في بعض الأطباق مثل: بوري باب Boribap (الأرز مع الشعير) وكونج باب kongbap (الأرز مع الفاصولياء).
الأرز الأبيض - هو الأرز منزوع النُخالة- كان الأكثر شعبية ضمن أنواع الأرز الأخرى منذ تقديمه في المطبخ الكوري. إن طبخ الأرز في وعاء حديدي يسمي «سوت Sot» أو «مو سوي سوت museot» هي الطريقة التقليدية لصنع الأرز وهذه الطريقة ترجع إلى عصر «كوجوريو Goguryeo»، وتلك الأوعية الحديدية تم العثور عليها في مقابر منذ عصر «شيلا Silla». ويستخدم السوت "Sot" حتي الآن بنفس الطريقة التي كان يستخدم بها في العصور السابقة. يستخدم الأرز أيضًَا في تحضير عدد من الأطباق بخلاف طبق الأرز الأبيض التقليدي. عادة يوضع في أرضية من الدقيق ويحضر منه كيك الأرز الذي يسمي «توك TTteok» وتختلف انواعها لأكثر من مئتي نوع. ويستخدم الأرز أيضًَا في تحضير «جونجي Congee» «جوك juk» أو العصيدة «مييوم mieum» ويتم خلطها أيضًَا مع الحبوب أو اللحوم أو الأسماك.
ينتج الكوريون أيضاً الخمور المصنوعة من الأرز، المقطرة والغير مقطرة.

### البقوليات

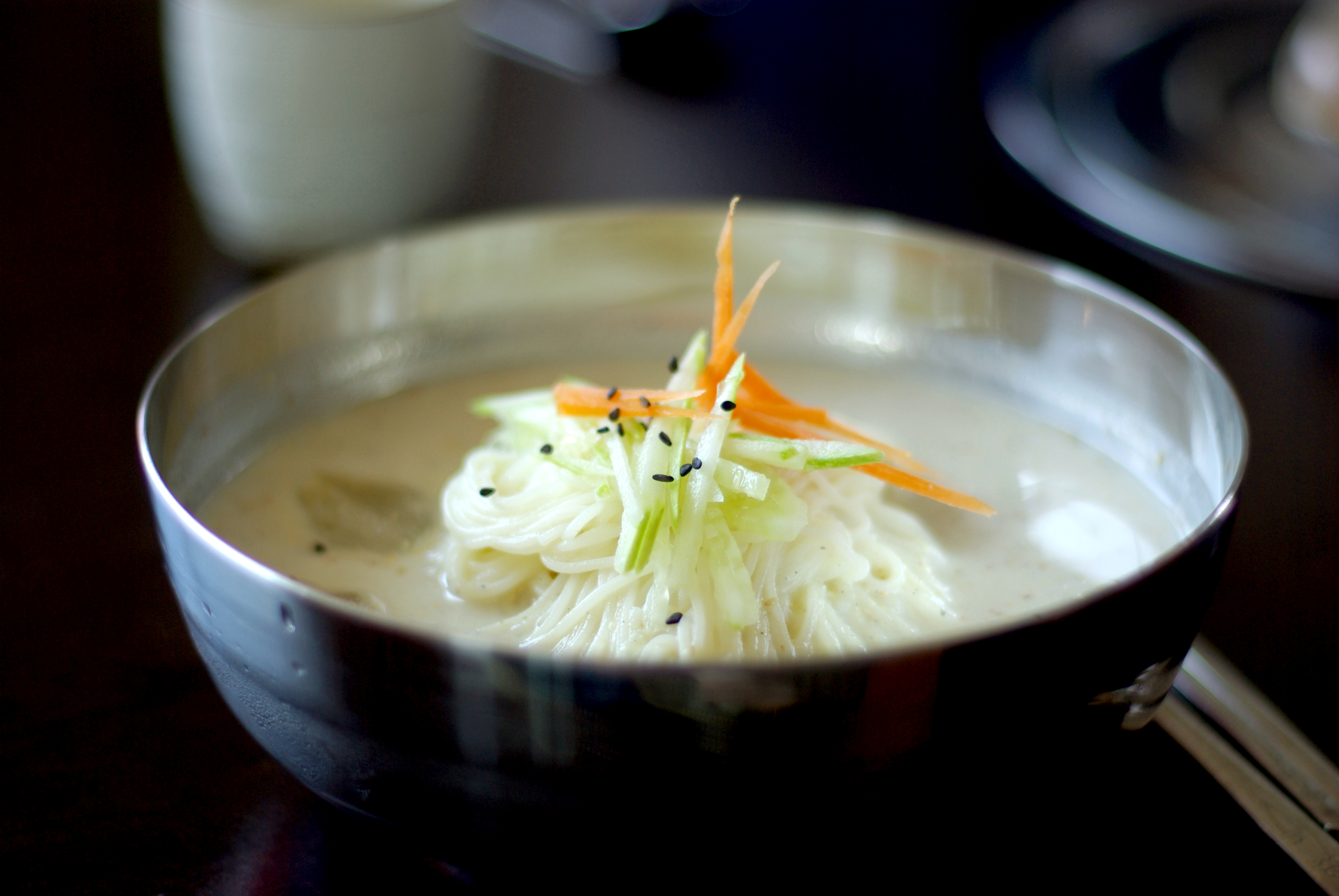
Kongguksu, a cold noodle dish with a broth made from ground soy beans.

تعتبر البقوليات من المحاصيل الهامة في تاريخ المطبخ الكوري حيث تم العثور علي البقوليات المحفوظة قديما في المواقع الأثرية.

#### فول الصويا
وقفا للحفر الذي تم في منطقة «أوك بانج Okbang»، «جينحو Jinju»، وجنوب أقليم «جيونج سانج South Gyeongsang»، أشير إلى أنه تم زراعة فول الصويا كمحصول غذائي حوالي عام 1900 ق.م. كما تم استخدام فول الصويا لتحضير «التوفو tufu» في حين كانت تستخدم براعم الفول كخضار سوتيه وتتبل حبات فول الصويا كاملة وتقدم كطبق جانبي. كما انه يتم استخدامها في صنع لبن الصويا الذي يستخدم كعنصر اساسي في صنع طبق شعيرية يسمي «كونج كوكسو kongguksu».
وهناك ما يعرف بالأوكارا "okara,kongbiji" وهو منتج ثانوي من إنتاج لبن الصويا الذي يستخدم في خلظ اليخنة والعصيدة. ويمكن لفول الصويا ان يكون احدي أنواع الفول المستخدمة في تحضير طبق «الكونج باب kongbap» التي يتم غليها مع أنواع اخري من الفول والحبوب. وهي أيضًَا من المكونات الأساسية في تحضير التوابل المخمرة التي يشار إليها بشكل جماعي ب«جانج jang» مثل: معجون فول الصويا «دوينجانج doenjang» وصلصة الصويا التي تسمي «جان جانج ganjang» ومعجون الفلفل الحار وغيرهم.

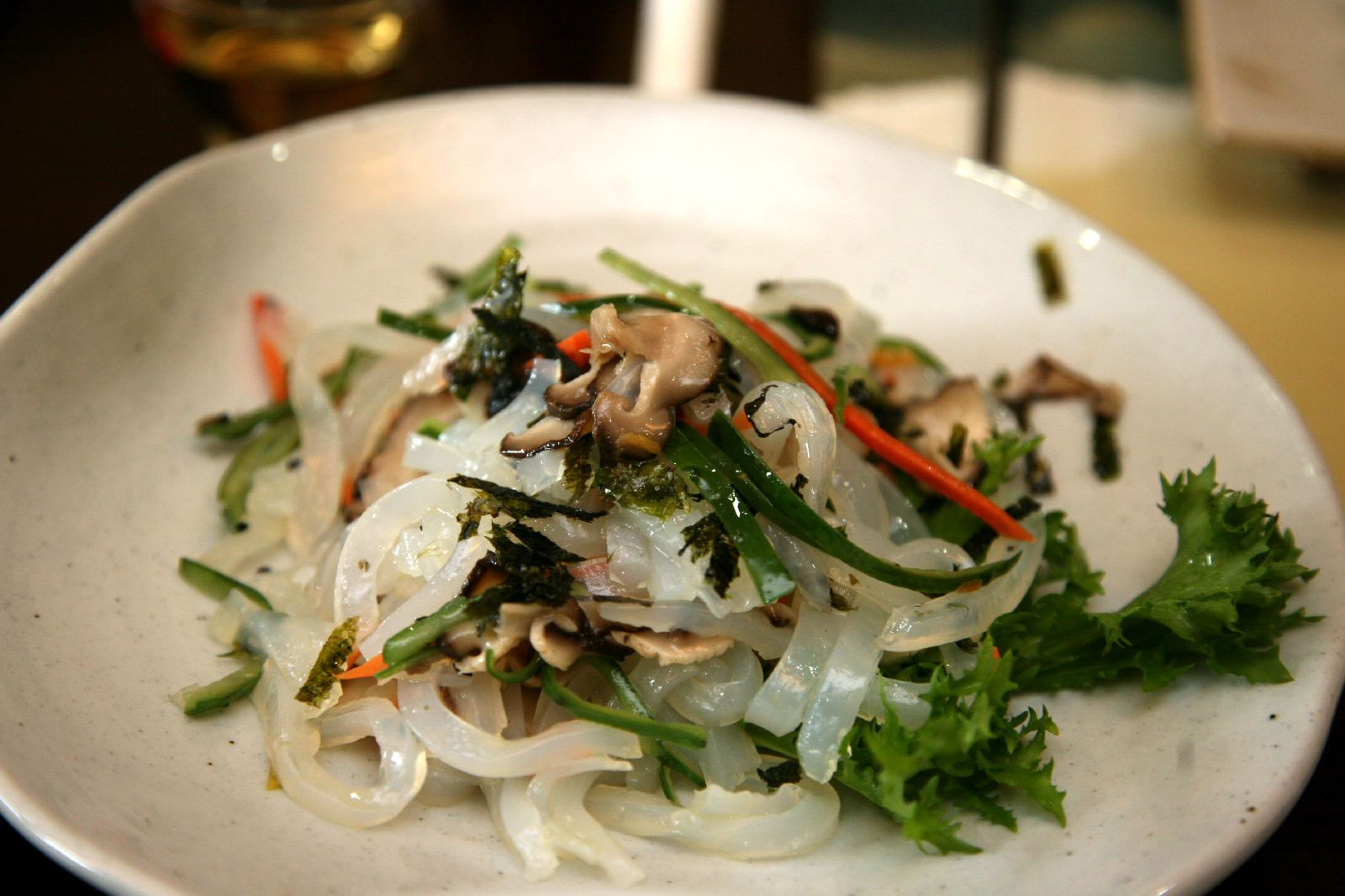
Tangpyeongchae, a dish made with nokdumuk (a mung bean starch jelly) and vegetables

#### فول المونج
فول المونج "mung bean"، يستخدم عادة في المطبخ الكوري حيث يطلق عليه «نوكدو nokdu 绿豆» (الفول الأخضر) ويطلق علي براعم فول المونج «سوكجونامول sukju namul» وتقدم عادة كطبق جانبي مقشرة ومسلوقة مع زيت السمسم والثوم والملح وتستخدم Ground mung beans لتحضير عصيدة يطلق عليها «نوكدوجوك nokdujuk» والتي يتم أكلها كمكمل غذائي ومساعد علي الهضم خاصة لدي المرضي.
كعك فول المونج "bindaetteok"، هو من أشهر الوجبات الخفيفة ويتم اعداده بground mung beans وبراعم فول المونج الطازجة. ويستخدم النشا المستخرج من الground mung beans في تحضير الشعيرية الشفافة «دانج ميون cellophane noodles dangmyeon» وهذه الشعيرية هي المكون الرئيسي لطبق «جاب تشيهjapchae» -طبق مثل السلطة- و «السونديه sundae» أو كمكون أضافي للحساء أو الخنة. ويمكن للنشا أيضاً أن تستخدم في تحضير الأطعمة الهلامية مثل نوكدوموكnokdumuk و هوانجبوموكhwangpomuk.. ويتميز «موك muk» بمذاق رقيق لذلك يتم تقديمه متبل بصوص الصويا وزيت السمسم والأعشاب البحرية المفتتة أو مع التوابل آخري مثل: تانجبيونح شى.

#### فول الأزوكي
ترجع زراعة فول الأزوكي "azuki beans" إلى العصور القديمة وذلك وفقاً لحفر في "Odong-ri, Hoeryong, North Hamgyong Province"، التي يفترض أن ترجع لفترة "مومون mumun" (تقريباً 15000-300 ق.م) ويؤكل فول الأزوكي بشكل عام كـ"بات باب "patbap"- هي سلطانية من الأرز ممزوج مع الفول- أو كحشو أو غلاف لكيك الأرز والخبز. العصيدة المصنوعة من فول الأزوكي تسمي بات جوك"patjuk" وتؤكل عادة خلال موسم الشتاء وفي العطلة الكورية التقليدية "دونج جينال Dongjinal" التي توافق 22 من ديسمبر. يأكل الناس دونج جي باتجوك "donji "patjuk، الذي يحتوي على يس الشيم saealsim 새알심 وهي كرة مصنوعة من دقيق الأرز الدبق.
في التقاليد الكورية القديمة يعتقد الناس أن البات جوك له قدرة على إبعاد الأرواح الشريرة.